# Zone 59
Albums de Gradur
Where is l'album de Gradur
(2016)
Zone 59 est le troisième album studio du rappeur français Gradur, sorti le 29 novembre 2019 sous le label Capitol Music France.

## Genèse
Trois ans après son précédent album Where is l'album de Gradur, le rappeur dévoile la liste des titres de cet opus. 
Il contient des collaborations avec notamment Ninho, Niska, Koba LaD, Heuss l'Enfoiré, Gims, Dadju ou encore Alonzo. Une semaine après sa sortie, l'album s'écoule à 20 061 exemplaires. Un peu plus d'un mois après sa sortie, l'album est certifié disque d'or en atteignant le cap des 50 000 ventes.

## Liste des titres
| 1.      | Sauvage                                | Wealstarr, MKL     | 2:59 |
| 2.      | Atlanta                                | Rim's              | 3:16 |
| 3.      | BLH (feat. Ninho)                      | Tommy On The Track | 3:32 |
| 4.      | Rari                                   | Noxious            | 2:53 |
| 5.      | Zone 59                                | Unfazzed           | 2:44 |
| 6.      | Méchant Sheguey (feat. Niska)          | Dayzer             | 3:05 |
| 7.      | Ne reviens pas (feat. Heuss l'Enfoiré) | Zeg P              | 3:09 |
| 8.      | Pour la vie                            | Denza, DJ Erise    | 3:06 |
| 9.      | Billets                                | Trent 700, Denza   | 3:16 |
| 10.     | Ma petite (feat. Naza)                 | Junior Alaprod     | 3:14 |
| 11.     | Rends-moi mes lovés                    | MDK                | 3:35 |
| 12.     | AMG                                    | Marti4K, Trent 700 | 2:39 |
| 13.     | The Wire (feat. Koba LaD)              | Rim's              | 2:54 |
| 14.     | Baby Mama                              | Rim's              | 3:31 |
| 15.     | Juste 1 minute                         | Trent 700, Denza   | 2:56 |
| 16.     | 1er contact (feat. Dadju)              | MKL                | 3:55 |
| 17.     | OG                                     | Heizenberg, Narcos | 3:06 |
| 18.     | Rolling Stones (feat. Gims & Alonzo)   | Rob White          | 3:23 |
| 19.     | Petit frère                            | Dayzer             | 2:44 |
| 20.     | On avait tout pour nous                | Clinton            | 3:16 |
| 1:02:14 |                                        |                    |      |

| 1. | Pas assez                             | Rob White      | 2:31 |
| 2. | Ne reviens pas (Remix) (feat. Dardan) | Zeg P          | 3.13 |
| 3. | Sheguey 13                            | Trent 700, MOC | 3:26 |

## Titres certifiés en France
- Ne reviens pas (feat. Heuss l'Enfoiré)  Diamant[3]
- Rari  Platine[4]
- BLH (feat. Ninho)  Or[5]

## Clips vidéos
- Rari : 4 octobre 2019
- Ne reviens pas (feat. Heuss l'Enfoiré) : 22 novembre 2019
- BLH (feat. Ninho) : 14 février 2020

## Classements
| Charts                       | Meilleure position |
| ---------------------------- | ------------------ |
| Suisse (Schweizer Hitparade) | 35                 |
| France (SNEP)                | 5                  |
| Belgique (Flandre Ultratop)  | 153                |
| Belgique (Wallonie Ultratop) | 20                 |

## Ventes et certifications
| Région        | Certification | Ventes/Streams |
| ------------- | ------------- | -------------- |
| France (SNEP) | Platine       | 100 000        |